# Villa da Pisa
La villa da Pisa, che può dirsi anche la "villa antica di Asciano", si trova in Asciano Pisano e risale al XIV secolo.

## Storia
La famiglia da Pisa, che aveva creato a partire dal 1393, una rete di banche di depositi e prestiti con base a Pisa, nel corso del secolo XV acquista una serie di appezzamenti nella parte alta di Asciano Pisano, dove restaura e ristruttura la villa antica di Asciano. 
In un documento dell'11 aprile del 1494 è citata come "domus magna dicta il palazzo" di proprietà di Vitale di Isach da Pisa.
Nel Diario di David Reubenì, 1525, la casa è così descritta: 
" un giorno poi andammo con R. Yechiel [Vitale Nissim di Simone da Pisa], sua moglie e sua madre ad una loro tenuta.  Aveva molte stanze ed in ogni stanza vi erano mobili e tavoli; e sopra il giardino c'era un alto colle, con begli alberi di olivo...Restammo nella tenuta due giorni e vennero a visitarmi molte persone importanti e la moglie di R.Yechiel ci intratteneva suonando l'arpa".

Villa da Pisa - Interno

Camino della Villa da Pisa

La famiglia da Pisa è una delle più note e studiate famiglie ebraiche italiane, in relazione tra il Quattrocento e il Cinquecento con i Medici, gli Aragona di Napoli, gli Estensi, e la proprietà di Asciano Pisano costituisce un importante esempio storico, non isolato, della possibile integrazione di una famiglia ebraica prima dell'età dei ghetti; svolta iniziata negli Stati Pontifici con la Bolla di Paolo IV nel 1555.
Successivamente, nell'età dei ghetti, non era frequente per una famiglia ebraica la possibilità di usufruire di possedimenti di tal genere. 

## Architettura
La villa è stata restaurata e ristrutturata nel corso del XV secolo su un impianto Trecentesco. 
La ristrutturazione ha mantenuto esternamente lo stile semplice del Trecento, cioè l'edificio esternamente è volutamente restato privo degli abbellimenti rinascimentali, a testimonianza del low profile adottato dai proprietari. 
Al contrario gli interni sono stati adattati chiamando valenti artigiani indirizzati ad una sobria eleganza, come testimoniano le cornici delle porte in pietra serena ben lavorate, una cornice di caminetto nella sala principale e una cornice di caminetto al primo piano entrambi di gusto rinascimentale Quattrocentesco fiorentino.
L'edificio è descritto nell'estimo pisano del 1543 come " casamento..chon chiostro e orto murato". Esso è accompagnato da piantagioni di ulivi intorno alla villa. 
L'edificio era il riferimento di una vasta tenuta agricola; la vasta proprietà, che faceva capo alla "domus magna" dei da Pisa, venne ceduta il 31 luglio del 1545 a Lorenzo di Francesco Cybo, marchese di Massa, per una contropartita di mille scudi d'oro.